# ダニー・ザ・ドッグ
『ダニー・ザ・ドッグ』（Unleashed/Danny the Dog）は、2005年に公開された映画。主演はジェット・リー。

## あらすじ
悪徳高利貸しのバートは、幼いダニーをどこからかさらってきた後、彼を殺人マシンとも呼ぶべき百戦錬磨の闘犬のような野獣人間に育て上げ、首輪を外すことを合図に、金を滞納するギャングや宝石店主などを次々と襲わせていた。
そうしたバートの命令に従いながら動物のように扱われていたダニーは、ある日、とある骨董品倉庫に連れられ、赤いランプの点灯を合図にドアの方へ走ってくるようバートに言いつけられ中で１人待機していたが、そこの骨董ピアノの調律にやってきた盲目のピアニスト、サムに出会い、以前から少し気にかかっていたピアノというものに触れる機会を得た。
後日、ダニーが勝利した闇の格闘デスマッチで大金を手にしたバート達は帰りの運転中、取り立ての件で恨みを買っていた宝石店の一味の襲撃を受ける。バートや手下が倒れ微動だにしない中、ダニーは腕の怪我だけで何とか生き延び、サムのいた骨董品倉庫へ足を運ぶ。サムと再会した直後ダニーは気を失い、見知らぬベッドの上で気付くとそこはサムの住むアパートで、サムが音楽学校に通う養女のヴィクトリアと暮らしている事を知る。サムは亡くなった親友の妻とまだ幼かったヴィクトリアを引き取って家族になったが、10年くらい前にその妻は交通事故死し、一緒にいたサムもその時視力を失ったのだった。
バートの飼い犬同然に連れまわされ暴力の世界で育ったダニーは、サムの家で世話になるようになり、ピアノをヴィクトリアから習ったり、彼らとの日常的な家庭の温かみに幸福を感じたりと様々な経験を通して不器用ながらも徐々に人間性を取り戻していく。そんな中、ダニーは幼い頃の記憶が全くない自分のこれまでの現状に疑問を持つようになった。そしてある日、偶然買い物帰りにバートの手下と出くわしてしまいバートが死んでいないことを知らされ、戻らないと今囲われている家の者を皆殺しするぞと脅されて元のアジトに行った。そしてバートから再び暴力の仕事を強要され、ダニーはデスマッチの帰りに逃げ出しサムの家に戻った。
ダニーはバートから自分の母親が娼婦だったと聞かされ、そのことをサムとヴィクトリアに話し、手に入れた母の写真も見せた。その写真が手がかりとなりダニーの母は娼婦ではなく音楽学校に通っていた優秀なピアニストだったことが判った。学校に残されていた写真にはモーツァルトのピアノソナタ 第11番第1楽章「主題」の譜面を前にする母の姿があった。ヴィクトリアがその曲を弾くと、ダニーの幼い頃の記憶が鮮やかに蘇ってきた。ダニーの母は付きまとわれていたバートが家に押しかけてきた際、バートに触られることを激しく拒絶し彼の激情を買って、息子ダニーの目の前で撃ち殺されたのだった。
バートら一行がダニーを追ってサムのアパートにやってきた。ダニーは愛する人達を守るため、そして自分自身の人生を変える為に、バートらと戦い始める。次々と襲ってくる手下をやっつけたダニーの前にきたバートは、ダニーが過去の記憶を戻したことも知らずに再び自分の飼い犬として戻ってくるよう説得するが、首輪をはめられるふりをするダニーに組み敷かれた。母を殺したバートにとどめを刺そうとするダニーをサムとヴィクトリアが制するが、母を侮蔑するバートの言葉にダニーは自分を抑えきれなくなりそうになる。しかしその瞬間、しゃべり続けるバートの頭をサムが植木鉢で叩きのめした。
その後、ニューヨークのカーネギーホールのステージで、ヴィクトリアがピアノ演奏する姿をサムと一緒に見守るダニーは、ヴィクトリアがダニーに捧げるために奏でるモーツァルトのソナタを聴きながら涙する。

## キャスト
| 役名         | 俳優                       | 日本語吹替                                   | 日本語吹替                                          |
| 役名         | 俳優                       | ソフト版                                     | テレビ東京版                                        |
| ------------ | -------------------------- | -------------------------------------------- | --------------------------------------------------- |
| ダニー       | ジェット・リー             | 川本克彦                                     | 横堀悦夫                                            |
| サム         | モーガン・フリーマン       | 坂口芳貞                                     | 坂口芳貞                                            |
| バート       | ボブ・ホスキンス           | 青野武                                       | 内海賢二                                            |
| ヴィクトリア | ケリー・コンドン           | 斎藤恵理                                     | 小林沙苗                                            |
| ワイエス     | マイケル・ジェン           | 咲野俊介                                     | 森田順平                                            |
| ジョージー   | テイマー・ハッサン         | 天田益男                                     | 志村知幸                                            |
| レフティ     | ディラン・ブラウン         | 佐藤せつじ                                   | 高木渉                                              |
| ラッフルズ   | ヴィンセント・リーガン     | 大川透                                       | 山野井仁                                            |
| マディ       | キャロル・アン・ウィルソン | 上村典子                                     | 藤波京子                                            |
| その他       |                            | 定岡小百合 花田光 園部好德 伊丸岡篤 大鐘則子 | 磯辺万沙子 湯屋敦子 石住昭彦 小形満 池田千草 大原崇 |
|              |                            |                                              |                                                     |
| 演出         |                            | 佐々木由香                                   | 木村絵理子                                          |
| 翻訳         |                            | たかしまちせこ                               | 佐藤一公                                            |
| 調整         |                            | 柳川久子                                     | 阿部直子                                            |
| 効果         |                            |                                              | リレーション                                        |
| 担当         |                            | 今井淑恵 栗花落寛                            |                                                     |
| 制作         |                            | アスミック・エース 東北新社                  | 東北新社                                            |
| 初回放送     |                            |                                              | 2007年7月12日 『木曜洋画劇場』                      |

- テレビ東京版：『木曜洋画劇場』2000回突破記念の一環として、木村絵理子による演出のもと、新たな吹替が製作された[2]。